# Ferrocarril Camber
El Ferrocarril Camber (en inglés: Camber Railway), también conocido como el Expreso de Las Malvinas (apodo humorístico entre la población) fue un ferrocarril de trocha angosta (610 mm). Se hallaba ubicado en la zona adyacente a Puerto Argentino, territorio británico de ultramar. Precisamente, se asentó en la costa este de la isla Soledad y a lo largo de la península Camber hacia inmediaciones de la desembocadura del Moody Brook (arroyo Caprichoso).  Fue uno de los ferrocarriles más australes del mundo y uno de los componentes menos conocidos del Sistema Ferroviario en la Patagonia Argentina.

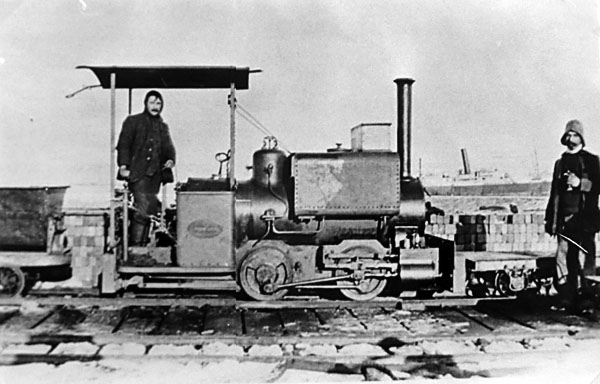
Convoy en la playa de maniobras de Navy Point.

## Historia

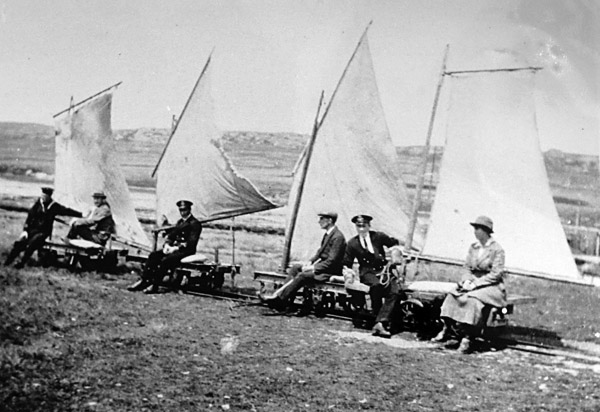
Vagones a vela usados como recreación.

Las islas volvieron a ser tenidas en cuenta por el Reino Unido tras los hechos acaecidos en la batalla de las Islas Malvinas donde estuvieron a punto de caer ante la escuadra alemana a cargo del Almirante Maximilian von Spee en 1914. El gobierno inglés tomó la aventura alemana como un intento de devolución de las islas a Argentina. Ante grave falta de guarnición el gobierno británico decidió la construcción de una potente estación radioeléctrica en Stanley. Como las islas no poseían cable submarino que posibilitara el enlace con Inglaterra, se recurrió a una nueva tecnología, el telégrafo inalámbrico. Esta novedosa forma de transmisión requería elevadas potencias y tensiones, por lo que fue indispensable construir una poderosa central eléctrica que la generara. El sitio elegido para el emplazamiento de la central eléctrica, el equipo de transmisión y la gran antena fue Moody Brook. La afamada firma Marconi & Co fue contratada para proveer los equipos de transmisión.
El ferrocarril fue pensado para ayudar a la construcción de una estación de radio para la Armada Británica, suministrando de carbón a los generadores y otros materiales a la zona. Debía correr a lo largo de la península Camber situada al norte de la capital de las islas en la rada de Puerto Argentino/Stanley, durante aproximadamente 5,6 km (3,5 millas), uniendo el almacén naval Camber en Navy Point (punta de la Armada). La poca profundad de las aguas en la zona de Moody Brook hizo que fueran necesario que el carbón y los materiales debían descargarse en el Camber Depot en el lado del puerto de Navy Point. El transmisor de radio fue construido para mejorar las comunicaciones al hemisferio norte, tras las batallas  ocurridas en el Atlántico Sur durante la Primera Guerra Mundial.
El ramal ferroviario fue aprobado por el gobierno británico en enero de 1915. Tras esto, fueron enviados materiales y material rodante. A fines de mayo de 1915 arribó el vapor Ismailia con los materiales de construcción y doscientos obreros contratados por la Holland, Hannen & Cubitts (subcontratista de la Marconi & Co, especializada entre otras cosas en el tendido de vías férreas). Inmediatamente se inició la construcción de la línea ferroviaria. Las máquinas fueron enviadas desde Stoke en Inglaterra unos meses antes, en marzo.
A pesar de las dificultades que presentaban sectores pantanosos del suelo y el duro invierno isleño los trabajos fueron muy rápidos. Sin embargo, en junio se generó un conflicto entre los obreros, que derivó en una huelga cuando rechazaron ser sometidos al tratamiento disciplinario de la Real Armada, que quería obligarlos a vivir en un buque que oficiaba de barraca flotante, mientras que ellos pretendían seguir viviendo en sus alojamientos en Puerto Argentino. Finalmente, con la intervención de los representantes de la empresa contratista se superó el incidente, logrando los obreros que se respetaran sus deseos de vivir en las barracas en tierra firme Para septiembre de 1915 la línea estaba prácticamente concluida. Desde ese momento fue vital en el transporte de los materiales destinados a levantar la central eléctrica, la estación de radio y la gran antena.
En abril de 1916 las instalaciones en Moody Brook. La usina eléctrica que alimentaba la antena contaba con dos calderas Babcock & Wilcox que proveían de vapor a los motores que movían tres potentes dínamos. El transmisor emitió las señales con tal potencia, que podían captarse perfectamente en el hemisferio norte. El pequeño ferrocarril se mantuvo perfectamente activo manteniendo abastecidas a las voraces calderas con su incesante viajes carboneros desde Navy Port que lo llevaba recorrer todo el ferrocarril de ida y vuelta .Fue utilizado como pieza fundamental para el funcionamiento de las instalaciones hasta la década de 1920.

### Cierre
El sistema cayó en desuso después de que se modernizó la estación inalámbrica. El desarrollo de la válvula amplificadora, hizo innecesario contar con enormes potencias para la transmisión y el final de la guerra, sellaron el destino del ferrocarril malvinense. La central eléctrica ubicada en Moody Brook dejó de funcionar, dejando al Camber sin uso. De este modo, sus operaciones fueron declinando hasta cesar por completo a mediados de 1920. Algunas fuentes citan al año 1927 como cierre definitivo. Las locomotoras y vagones fueron depositados en Navy Point, donde quedaron arrumbados entre la chatarra. Otras fuentes indican que la línea funcionaba hasta incluso hasta la década de 1940, cuando se utilizaba petróleo como combustible en la estación. Esto quizás haga referencia al uso recreativo como carros ferroviarios a vela que se hizo.

### Pos cierre
El abandono junto con el aire húmedo y salino de las islas desmejoro con el tiempo las máquinas del ferrocarril. Además, sufrieron el despojo de algunas de sus partes útiles, como los tanques de agua que se encontraban en los domos de las calderas. Ya para 1943 fotografías las presentan abandonadas y maltrechas, con piezas y partes faltantes, pero parecen conservar sus ruedas y otras partes fundamentales. El tendido ferroviario permaneció varios años más. Esto se conoce por las fotos de isleños “surfeando” en pequeños vagones dotados de velas. Con el tiempo los rieles fueron usados como contraganados y para las vigas de galpones. 

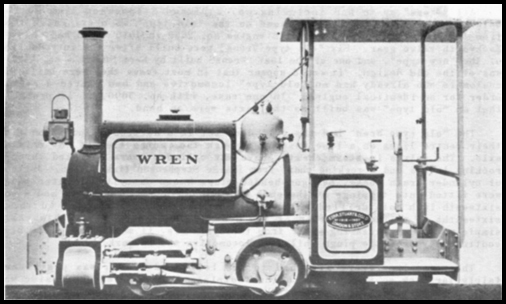
Locomotora Wren en un anuncio de su fabricante. No obstante, tiene una leve diferencia en la configuración de sus ruedas.

Partes de la infraestructura se utilizaron en la Guerra de las Malvinas de 1982. Como ejemplo cuando los soldados del Batallón de Infantería N°.5 construyó un fuerte cuyo techo estaba sólidamente reforzado con rieles y durmientes tomados de la sección final del ferrocarril ubicada en inmediaciones del cuartel de los Royal Marines en Moody Brook; estas instalaciones militares fueron completamente destruidas por las fuerzas armadas argentinas. Los soldados argentinos desconocían la historia del ferrocarril malvinense, tomaron rieles y durmientes pensado que era material de alguna cantera o muelle por su poco peso y tamaño.
Tras la guerra gracias a mapas en las noticias en la TV de la BBC (Autoridad Británica de Radio y TV) se pudo indicar al ferrocarril. Esto fue aprovechado a aficionados. Se redescubrieron desvíos en Navy Point, restos de mesas giratorias para vagones, máquinas estaban enterradas debajo un montón de chatarra y bajo el agua estaban algunos vagones. Posteriormente, los desvíos en Navy Point fueron cubiertos por las instalaciones portuarias nuevas y fue derribado mucho material sobre la playa. Además, los reales ingenieros dieron con las dos máquinas enterradas debajo de chatarra, algunos vagones y una grúa a vapor de trocha ancha. Se guardó la reliquia con la intención de preservación. Sus descubrimientos fueron notificados en la Railway Magazine a fines de 1982. Actualmente, el sitio fue completamente abandonado.
En la actualidad, aún sobreviven máquinas, vagones, restos de ruedas y chasis, grúas, vías y durmientes; pero en mal estado. La traza todavía es visible.
El ferrocarril fue homenajeado en estampillas locales. Hacía 2010 había un proyecto del gobierno local para restaurar y exhibir una locomotora.

## Material rodante
El ferrocarril disponía de dos locomotoras "Wren" (“reyezuelo” en alusión a su pequeño tamaño y versatilidad) clase 0-4-0 de Kerr, Stuart and Company. El tipo 0-4-0 indica que contaba con tracción en sus cuatro ruedas y una corta base rígida. Esto es el típico modelo de locomotora era la más pequeña de tipo industrial que producía la afamada firma británica en su planta de Stoke-on-Trent (Staffordshire) y se empleaba en plantas fabriles, en explotaciones mineras, plantaciones, depósitos, arsenales, astilleros. Además, la flota también estaba compuesta por tres vagones de madera, una grúa de vapor, vagones con volquete y vagones con plataforma de dos ejes. El material ferroviario pronto se volvió inadecuado para el violento clima malvinense ya que las “Wren” tenían escasa protección en su cabina de la locomotora totalmente inadecuadas para el frío, lluvioso y ventoso de las Malvinas.  El clima también dio recreación, ya que cuando había mucho viento, los ferroviarios y vecinos utilizaban un palo y una vela sobre un vagón de cuatro ruedas. Las locomotoras tenían las siguientes características:
- Cilindros: 15,24 x 22,86 cm.
- Diámetro Ruedas: 50,8 cm.
- Distancia entre ejes: 91,44 cm.
- Presión de Trabajo de Vapor: 140 psi (9,84 kg/cm2).
- Capacidad de Agua: 395,50 litros.
- Capacidad de Carbón: 0,14 m3.
- Peso (vacía): 3.403,76 kg.
- Peso (en orden de marcha): 4.216,59 kg.
- Esfuerzo de tracción: 914,44 kg.
- Potencia con 89 % de presión de trabajo: 28 hp.

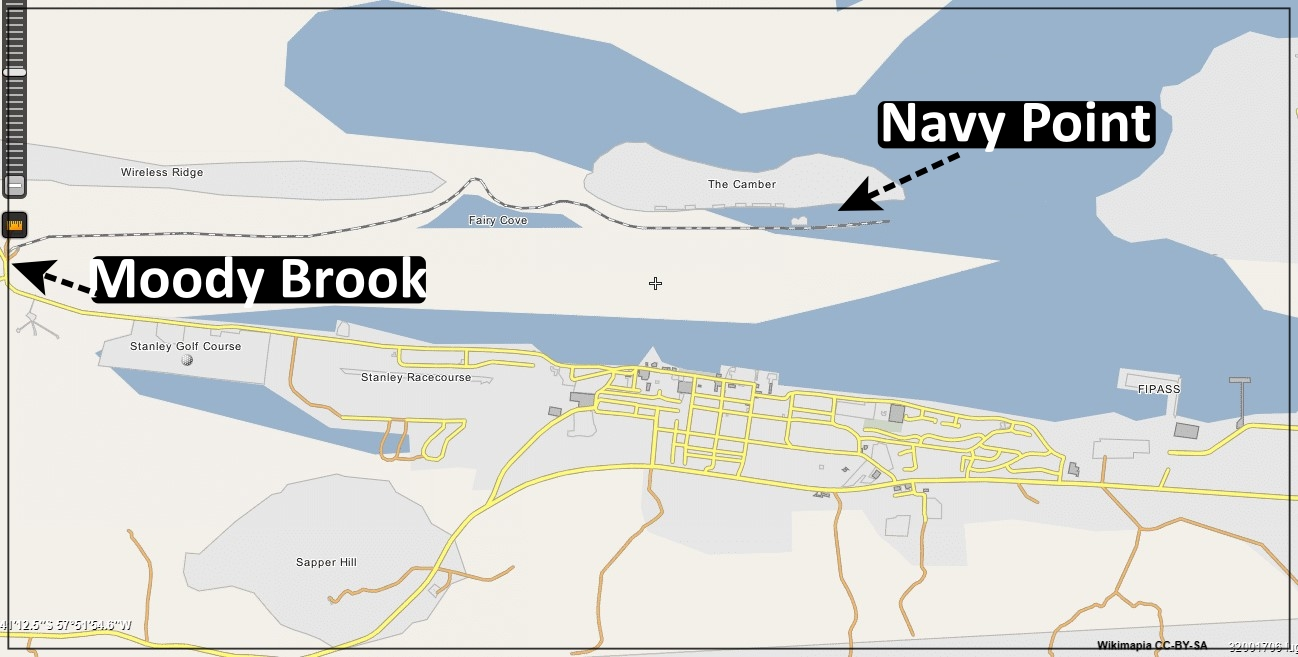
El ferrocarril ubicado en un mapa actual respecto a Puerto Argentino.

- El ferrocarril ubicado en un mapa actual respecto a Puerto Argentino.

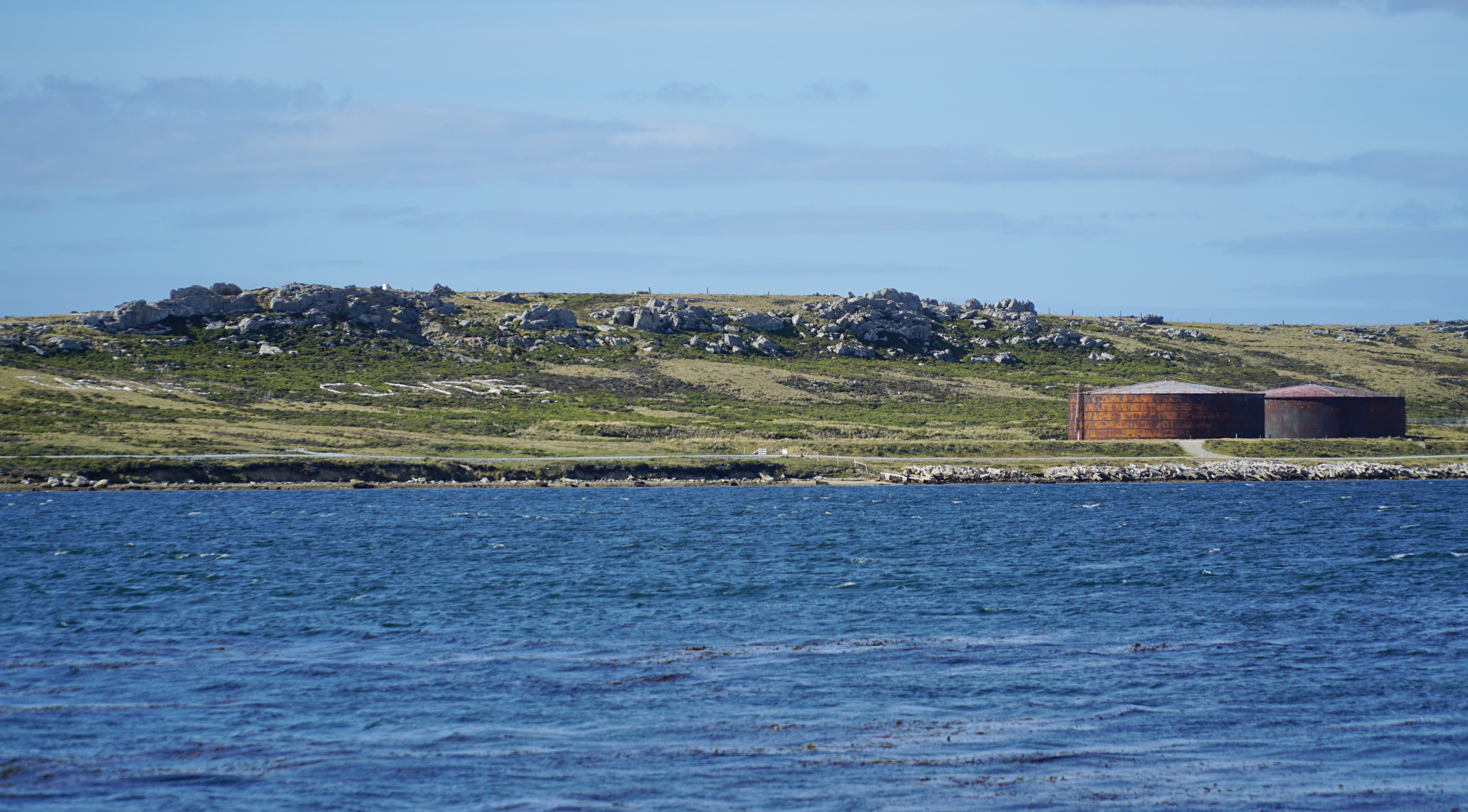
Vista de las instalaciones en la actualidad de Navy Point con el terraplén tenuemente visible.
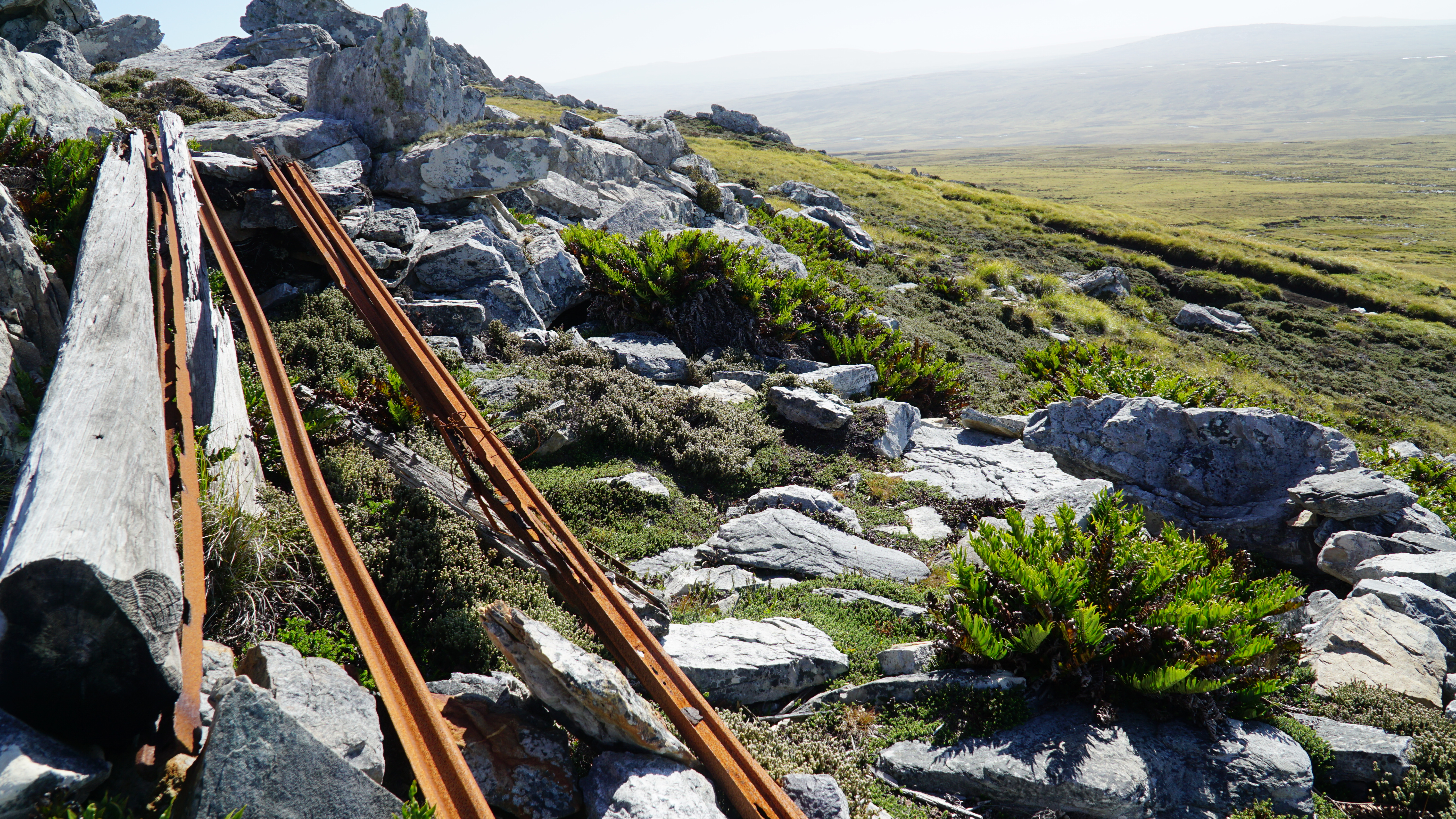
Posiciones defensivas del Ejército argentino armadas con rieles del ferrocarril.
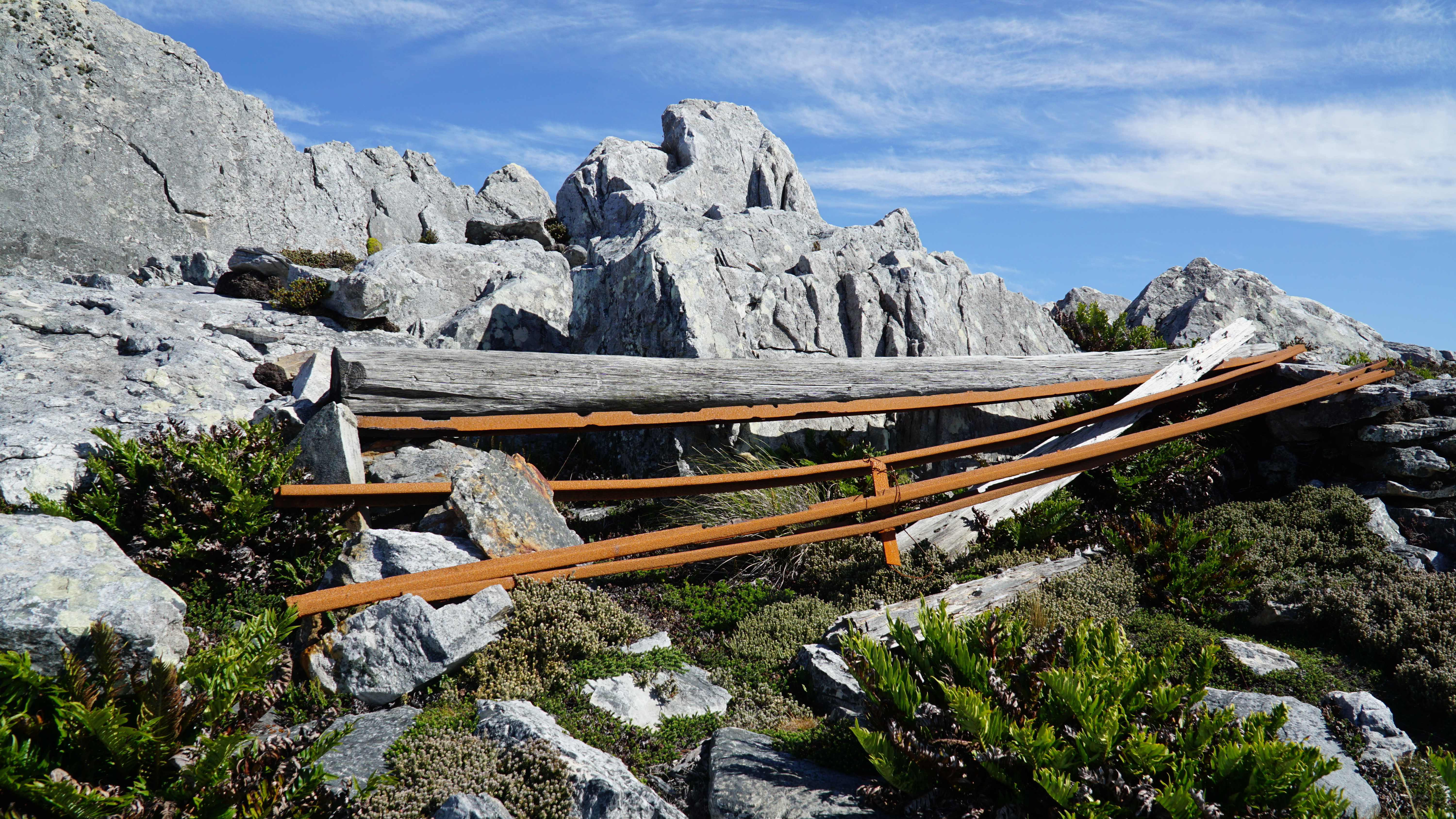
Rieles y durmientes que fueron usados por los soldados argentinos en monte Longdon.
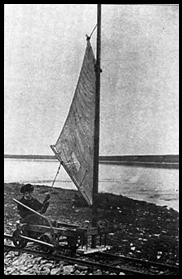
Malvinense surfeando los rieles del ferrocarril con un carro a vela.
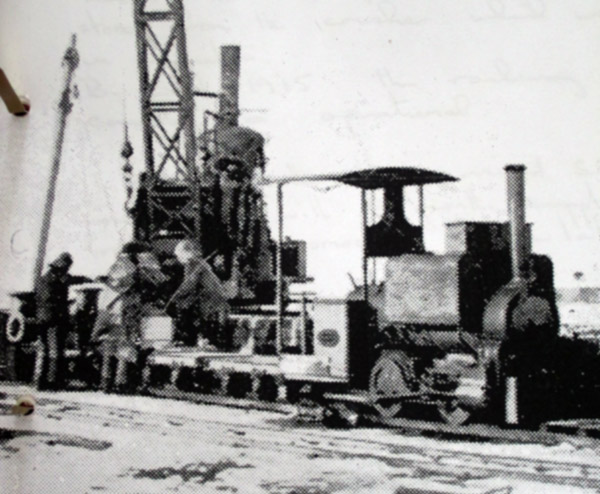
Formación carguera realizando maniobras en el muelle de Navy Ponit
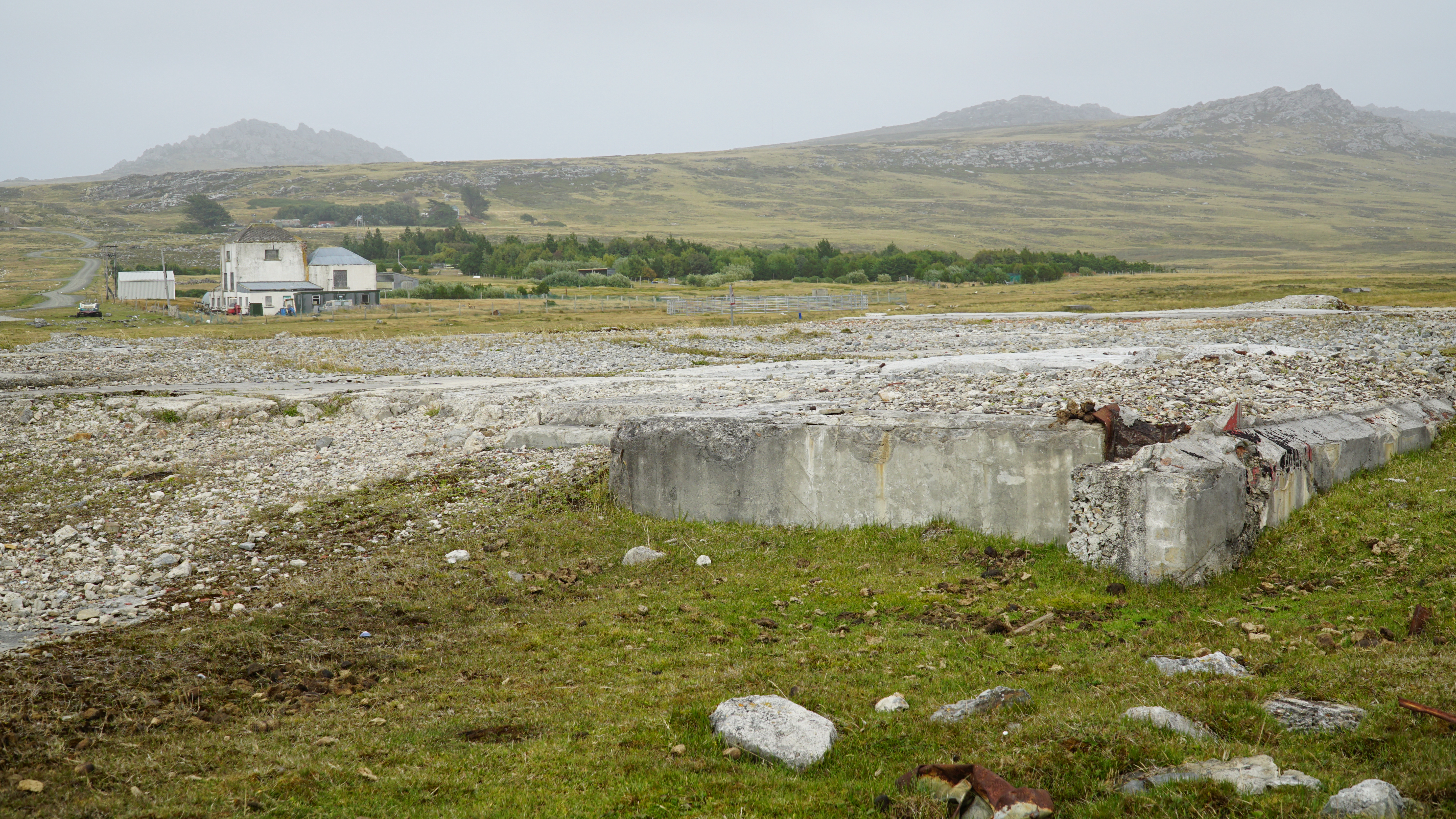
Restos de la usina en Moody Brook, destruida por las tropas argentina al ser cuarteles de las fuerzas armadas británicas.